# Liste deutscher Schlachtschiffe und Schlachtkreuzer
Diese Liste umfasst alle deutschen Schlachtschiffe und Schlachtkreuzer. Dazu zählen auch die Linienschiffe und Großen Kreuzer der Kaiserlichen Marine sowie die Panzerschiffe der Kriegsmarine.
| Klasse                       | Schiffe                   | Schiffe                                                                                                   | Schiffe                                                         | Schiffe                                                  | technische Daten | technische Daten | technische Daten                            | Typ                                   | Bild |
| Klasse                       | Anzahl in Dienst /geplant | Name | Dienstzeit                                                      | in Dienst bei                                            | Tonnage (tons)   | Geschw. (kn)     | Haupt- bewaffnung                           | Typ                                   | Bild |
| ---------------------------- | ------------------------- | --- | --------------------------------------------------------------- | -------------------------------------------------------- | ---------------- | ---------------- | ------------------------------------------- | ------------------------------------- | ---- |
| Brandenburg-Klasse           | 4/4                       | Kurfürst Friedrich Wilhelm Brandenburg Weißenburg Wörth                                                   | 1894–1915† 1893–1919 1894–1933 1893–1919                        | Kaiserl. Marine Osman. Marine Türk. Marine               | 10.600           | 16,9             | 4 × Rk 28,0 cm L/40 und 2 × Rk 28,0 cm L/35 | Linienschiff (bis 1899: Panzerschiff) |      |
| Kaiser-Friedrich-III.-Klasse | 5/5                       | Kaiser Friedrich III. Kaiser Wilhelm II. Kaiser Karl der Große Kaiser Wilhelm der Große Kaiser Barbarossa | 1898–1920 1897–1921 1899–1920 1900–1920                         | Kaiserl. Marine                                          | 11.150           | 18,0             | 4 × 24,0 cm SK L/40                         | Linienschiff                          |      |
| Wittelsbach-Klasse           | 5/5                       | Wittelsbach Wettin Zähringen Schwaben Mecklenburg                                                         | 1902–1921 1903–1922 1903–1944† 1903–1921 1903–1921              | Kaiserl. Marine Reichsmarine Kriegsmarine                | 11.700           | 18,0             | 4 × 24,0 cm SK L/40                         | Linienschiff                          |      |
| Braunschweig-Klasse          | 5/5                       | Braunschweig Elsass Hessen Preußen Lothringen                                                             | 1904–1931 1905–1960 (ca.) 1905–1931 1906–1931                   | Kaiserl. Marine Reichsmarine Kriegsmarine Sowjet. Marine | 12.800           | 18,7             | 4 × 28,0 cm SK L/40                         | Linienschiff                          |      |
| Deutschland-Klasse (1904)    | 5/5                       | Deutschland Hannover Pommern Schlesien Schleswig-Holstein                                                 | 1906–1920 1907–1935 1907–1916† 1908–1945†³ 1908–1945†³          | Kaiserl. Marine Reichsmarine Kriegsmarine                | 12.900           | 18,5             | 4 × 28,0 cm SK L/40                         | Linienschiff                          |      |
| Nassau-Klasse                | 4/4                       | Nassau Westfalen Rheinland Posen                                                                          | 1909–1919 1910–1918 1910–1919                                   | Kaiserl. Marine                                          | 18.500           | 19,0             | 12 × 28,0 cm SK L/45                        | Großlinienschiff (Schlachtschiff)     |      |
| Helgoland-Klasse             | 4/4                       | Helgoland Ostfriesland Thüringen Oldenburg                                                                | 1911–1919 1912–1919                                             | Kaiserl. Marine                                          | 22.400           | 20,8             | 12 × 30,5 cm SK L/50                        | Großlinienschiff (Schlachtschiff)     |      |
| Von der Tann                 | 1/1                       | Von der Tann                                                                                              | 1910–1919†²                                                     | Kaiserl. Marine                                          | 19.000           | 24,8             | 8 × 28,0 cm SK L/45                         | Großer Kreuzer (Schlachtkreuzer)      |      |
| Moltke-Klasse                | 2/2                       | Moltke Goeben                                                                                             | 1911–1919†² 1912–1954                                           | Kaiserl. Marine Osman. Marine Türk. Marine               | 22.600           | 28,4             | 10 × 28,0 cm SK L/50                        | Großer Kreuzer (Schlachtkreuzer)      |      |
| Seydlitz                     | 1/1                       | Seydlitz                                                                                                  | 1913–1919†²                                                     | Kaiserl. Marine                                          | 23.700           | 28,1             | 10 × 28,0 cm SK L/50                        | Großer Kreuzer (Schlachtkreuzer)      |      |
| Kaiser-Klasse                | 5/5                       | Kaiser Friedrich der Große Kaiserin Prinzregent Luitpold König Albert                                     | 1912–1919†² 1913–1919†² 1912–1919†² 1912–1919†²                 | Kaiserl. Marine                                          | 24.300           | 23,4             | 10 × 30,5 cm SK L/50                        | Großlinienschiff (Schlachtschiff)     |      |
| König-Klasse                 | 4/4                       | König Großer Kurfürst Markgraf Kronprinz                                                                  | 1914–1919†² 1914–1919†²                                         | Kaiserl. Marine                                          | 25.400           | 23,0             | 10 × 30,5 cm SK L/50                        | Großlinienschiff (Schlachtschiff)     |      |
| Derfflinger-Klasse           | 3/3                       | Derfflinger Lützow Hindenburg                                                                             | 1914–1919†² 1915–1916† 1917–1919†²                              | Kaiserl. Marine                                          | 26.300           | 26,5             | 8 × 30,5 cm SK L/50                         | Großer Kreuzer (Schlachtkreuzer)      |      |
| Bayern-Klasse                | 2/4                       | Bayern Baden Sachsen Württemberg                                                                          | 1916–1919†² 1916–1919 nicht fertiggestellt nicht fertiggestellt | Kaiserl. Marine                                          | 28.000           | 22,0             | 8 × 38 cm SK L/45                           | Großlinienschiff (Schlachtschiff)     |      |
| Mackensen-Klasse (1915)      | 0/4                       | Mackensen Ersatz Freya Graf Spee Ersatz Friedrich Carl                                                    | nicht fertiggestellt nicht fertiggestellt                       |                                                          | (30.500)         | (28.0)           | 8 × 35 cm SK L/45                           | Großer Kreuzer (Schlachtkreuzer)      |      |
| Ersatz-Yorck-Klasse (1916)   | 0/3                       | Ersatz Yorck Ersatz Gneisenau Ersatz Scharnhorst                                                          | nicht fertiggestellt nicht begonnen                             |                                                          | (32.900)         | (27,3)           | 8 × 38 cm SK L/45                           | Großer Kreuzer (Schlachtkreuzer)      |      |
| Projekt L 20 e α (1917/18)   |                           | | nicht begonnen                                                  |                                                          | (48.000)         | (26)             | 8 × 42 cm SK L/45                           | Großlinienschiff (Schlachtschiff)     |      |
| Deutschland-Klasse (1931)    | 3/3                       | Deutschland Admiral Scheer Admiral Graf Spee                                                              | 1933–1945†³ 1934–1945† 1936–1939†³                              | Reichsmarine Kriegsmarine                                | 10.000           | 28,0 bis 28,5    | 6 × 28,0 cm Sk C/28 L/52                    | Panzerschiff                          |      |
| Scharnhorst-Klasse           | 2/2                       | Scharnhorst Gneisenau                                                                                     | 1939–1943† 1938–1942                                            | Kriegsmarine                                             | 31.800           | 31,5             | 9 × 28,0 cm Sk C/34 L/54,5                  | Schlachtschiff                        |      |
| Bismarck-Klasse              | 2/2                       | Bismarck Tirpitz                                                                                          | 1940–1941†³ 1941–1944†                                          | Kriegsmarine                                             | 42.000           | 30,8             | 8 × 38 cm Sk C/34 L/52                      | Schlachtschiff                        |      |
| H-Klasse (1939)              | 0/6                       | Schlachtschiff H und J Schlachtschiff K bis N                                                             | nicht fertiggestellt nicht begonnen                             |                                                          | (52.600)         | (30)             | 8 × 40,6 cm Sk C/34 L/52                    | Schlachtschiff                        |      |
| O-Klasse (1939)              | 0/3                       | Schlachtkreuzer O bis Q                                                                                   | nicht begonnen                                                  |                                                          | (30.500)         | (35)             | 6 × 38 cm                                   | Schlachtkreuzer                       |      |
| P-Klasse (1939)              | 0/12                      | | nicht begonnen                                                  |                                                          | (27.500)         | (33)             | 6 × 28-cm-Sk C/34 L/54,5                    | Panzerschiff                          |      |

Legende
* Die Dienstzeit entspricht dem Zeitraum zwischen der Indienststellung und der Außerdienststellung bzw. Streichung aus dem Flottenregister oder dem Verlust des Schiffes.
† – versenkt, Verlust durch Feindeinwirkung
†² – in Scapa Flow selbst versenkt
†³ – selbst versenkt bzw. gesprengt
†° – bei US Atombombentest versenkt
†*†³ – 1942 Umbau zum Flugzeugträger Graf Zeppelin nie in Dienst gestellt
†† – nicht fertiggestellt und nie in Dienst gestellt, an UdSSR verkauft, 1960 verschrottet